# Данильянц, Татьяна Сергеевна
Татьяна Сергеевна Данильянц (род. 23 августа 1971, Батна, Алжир) — российский поэт, кинорежиссёр, художник, фотограф.
Лауреат литературной премии «Носсиде» (Италия, 2008, 2011);
премии «Бродский на Искье» за «значительный вклад в развитие итало-российских культурных отношений» (Италия, 2018).

## Биография
Татьяна Данильянц родилась в алжирском городе Батна.
Окончила МГХИ им. Сурикова и Высшие режиссёрские курсы. В 1995 году 3 месяца стажировалась в галерее Peggy Guggenhaim Collection в Венеции, получила Государственную стипендию для деятелей искусства. В 1997 году прошла мастер-класс у польского киноклассика Анджея Вайды.
Автор фильмов («U», к/м игровой, 2001; «Фрески снов», к/м игровой, 2006; «Сад, который скрыт», док эссе, 2008; «Венеция на плаву», док, 2012; «Сады поэзии», док, 2013; «Шесть музыкантов на фоне города», док, 2017).
Лауреатом премии «Бродский на Искье» в этом году стала поэт, кинорежиссер и художник Татьяна Данильянц, которая связана с Италией уже почти четверть века. Она – автор четырех фильмов с итальянским акцентом. Документальные фильмы «Сад, который скрыт» и «Венеция на плаву» были показаны в рамках Венецианского кинофестиваля в 2008 и 2012 годах, демонстрировались на площадках России и Европы, а также на ВГТРК «Культура». В фильме «Сад, который скрыт» снялся один из близких друзей Бродского, граф Джироламо Марчелло, в историческом палаццо которого поэт останавливался и которому посвятил стихотворение «Однажды я тоже зимою приплыл сюда…».
Публиковалась в литературных журналах: Новый Журнал и Дети Ра.
Автор поэтических сборников на русском языке («Венецианское», free poetry, 2005; «Белое», Поэтическая серия ОГИ, 2006; «Красный шум», ОГИ, 2012; «В объятиях реки», Воймега, 2019). Книги переводились и выходили на итальянском, польском, французском и армянском языках. Стихотворения Татьяны Данильянц также переводились на английский, сербский, македонский, китайский, латышский и др. языки.
Татьяна Данильянц — автор выставочных проектов «Venezia! (2024), «Дары Венеции — Сергею Параджанову» (2014),
«Русская душа» (2011), «В пробке» (2010), «Венеция. На плаву» (2005—2007) и др. Работы были показаны в Государственном Русском музее (Санкт-Петербург), Музее современного искусства (Москве), Художественном музее Челси (Нью-Йорк) и др.
Как художник она участвовала в Московской биеннале современного искусства (2009, 2011), Фотобиеннале (Москва, 2010).
Данильянц — член Союза фотохудожников России, Международной Ассоциации искусствоведов AICA-АИС;
участник ряда научных конференций посвященных вопросам современного искусства и культуры
Её работы хранятся как в частных коллекциях России, Западной Европы и США, так и в музейных коллекциях: РосФото (Санкт-Петербург), Всероссийский музей декоративного искусства (Москва), Фонд Бенеттон (Италия); коллекциях: Натальи Опалевой (Москва), Андрея Чеглакова (Москва), Александра Дадиани (Лондон), русского и восточноевропейского искусства Kolodzei Art Foundation (Нью-Йорк).
Входит в жюри Российско-итальянского кинофестиваля RIFF (2019).
В настоящее время живёт и работает в Москве.

### Публикации
- Данильянц Т. С. Коммуникативные стратегии «книги художника» (На примере творчества Алексея Парыгина) // Сборник материалов тринадцатой научно-практической конференции / под ред. А. К. Кононова. — «Трауготовские чтения 2023». — СПб.: БКГ, 2024. — 424 с. — С. 334-343.
- Данильянц Т. С. В центре мира: Татьяна Данильянц про Венецию // Seasons of life, № 70. Зима 2023-2024.
- Данильянц Т. С. Кшиштоф Занусси: В театре я не люблю заходить за кулисы // Российская газета, №55 (5134). 18 марта 2010.

### Рецензии
- Ионова М. Всюду жизнь (рец. на кн.: Данильянц Т. Красный шум: Стихи разных лет. М., 2012) // НЛО. 2013, № 2.
- Карпенко А. Н. Рецензия на книгу Татьяны Данильянц «Красный шум». (Поэтическая серия). М.: ОГИ, 2012.
- Черных Н. Красота свободы. О стихах Татьяны Данильянц // TextOnly. — 2007, № 21.
- Пацуков В. Рецензия на книгу Татьяны Данильянц «Белое» // НЛО. 2007, № 4.